# Theodor Pfülf

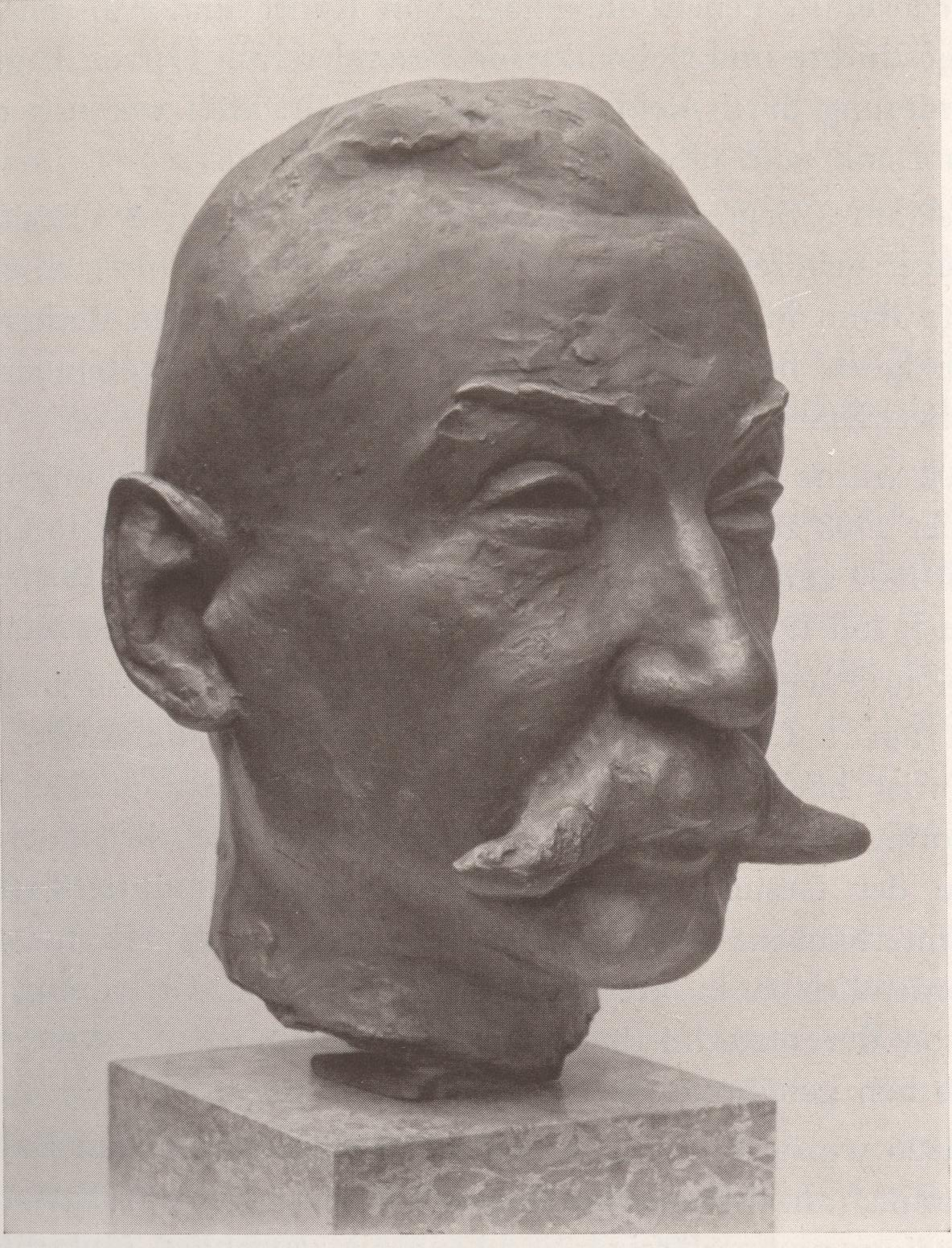
Theodor Pfülf, Regierungspräsident der Pfalz, Büste 1932

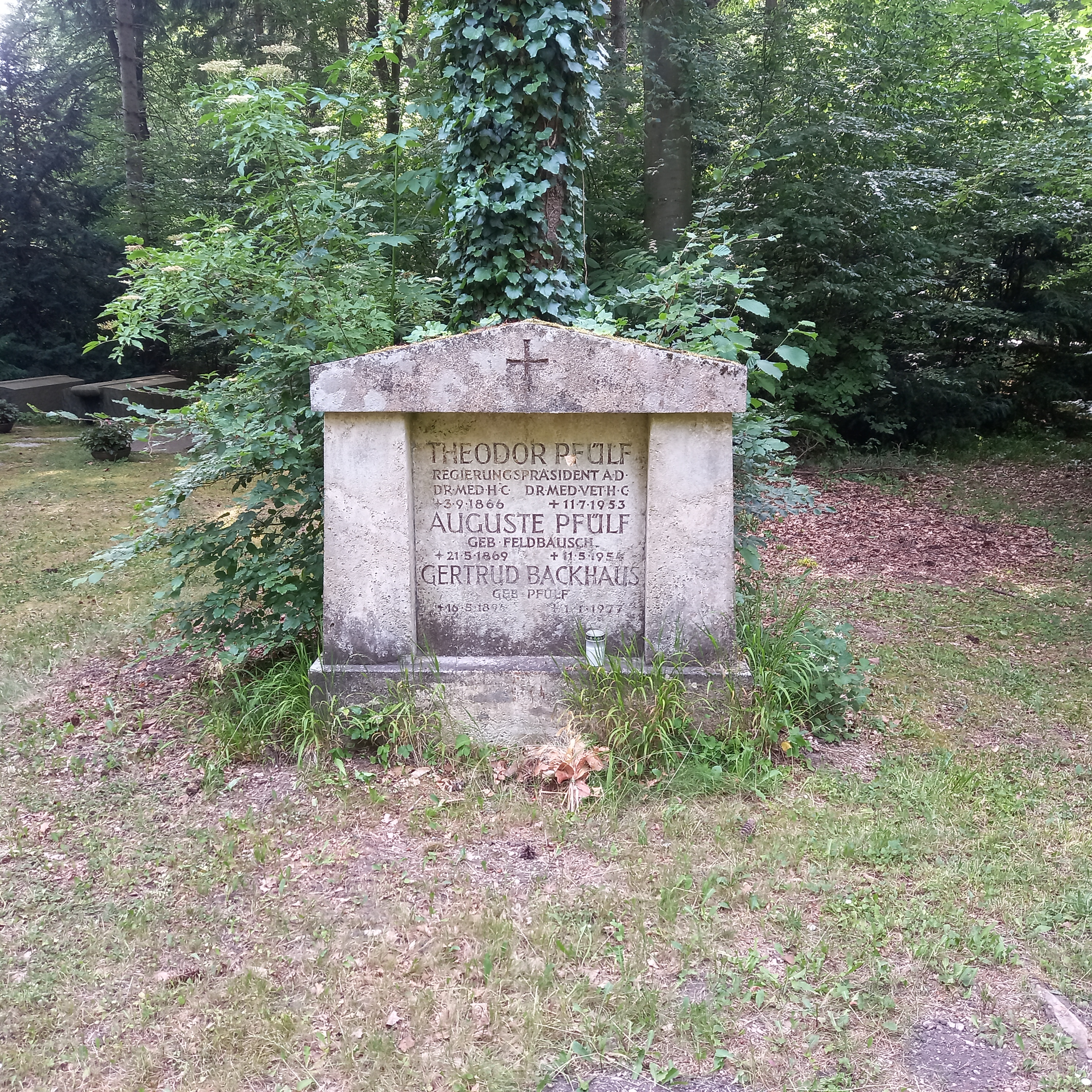
Das Grab von Theodor Pfülf und seiner Ehefrau Auguste geborene Backhaus im Familiengrab auf dem Waldfriedhof (München)

Theodor Pfülf (* 3. September 1866 in Speyer, Pfalz (Bayern); † 11. Juli 1953 in München) war ein bayerischer Verwaltungsbeamter und Jurist, von 1928 bis 1932 Regierungspräsident der bayerischen Rheinpfalz sowie Vorstand des Historischen Vereins der Pfalz.

## Leben
Theodor Pfülf wurde als 12. Kind des Speyerer Apothekers Karl August Pfülf in der Sonnenapotheke geboren. Er besuchte die Schule bzw. das Gymnasium in Speyer und studierte anschließend Rechtswissenschaft in Würzburg, München und Erlangen. Er war Mitglied der Corps Moenania (1885) und Isaria (1886). Nach bestandenem Examen erhielt er am 20. September 1893 seine erste Staatsanstellung, als Bezirksamtsassessor in Kirchheimbolanden. Zum 9. April 1902 ernannte man ihn zum Regierungsassessor bei der Kreisverwaltung in Speyer. Bereits mit Datum vom 12. September 1903 avancierte der Pfälzer zum Bezirksamtmann (Landrat) im oberbayerischen Mühldorf am Inn. Nach sechsjähriger Tätigkeit wechselte Pfülf am 1. April 1909 als Regierungsrat zur oberfränkischen Regierung in Bayreuth, ab 1. Juli 1916 zur Regierung von Oberbayern in München.
Am 1. Juli 1917 wurde Theodor Pfülf im Bayerischen Innenministerium zum Oberregierungsrat und zum 1. Oktober 1919 zum Ministerialrat befördert. Hier im Innenressort erwarb sich der Regierungsbeamte bleibende Verdienste auf den Gebieten der Gesundheitspolizei sowie des Ärzte- und Apothekenwesens. Die medizinische Fakultät der Julius-Maximilians-Universität Würzburg und der Tierärztlichen Hochschule München würdigten Pfülfs Arbeit mit der Verleihung zweier Ehrendoktorate (Dr. med. h. c. und Dr. med. vet. h. c.).
Pfülf ging mit Datum vom 1. Januar 1926 als Generalstaatsanwalt an den Bayerischen Verwaltungsgerichtshof zu München.

### Pfälzischer Regierungspräsident
Zum Abschluss seiner Beamtenlaufbahn kehrte Theodor Pfülf in seine Pfälzer Heimat zurück. Er übernahm als Nachfolger des verdienstvollen Jakob Mathéus, bei dessen Pensionierung, zum 1. Juli 1928 das Amt des Regierungspräsidenten der Pfalz. Damit war er der höchste Regierungsvertreter im linksrheinischen Bayern.

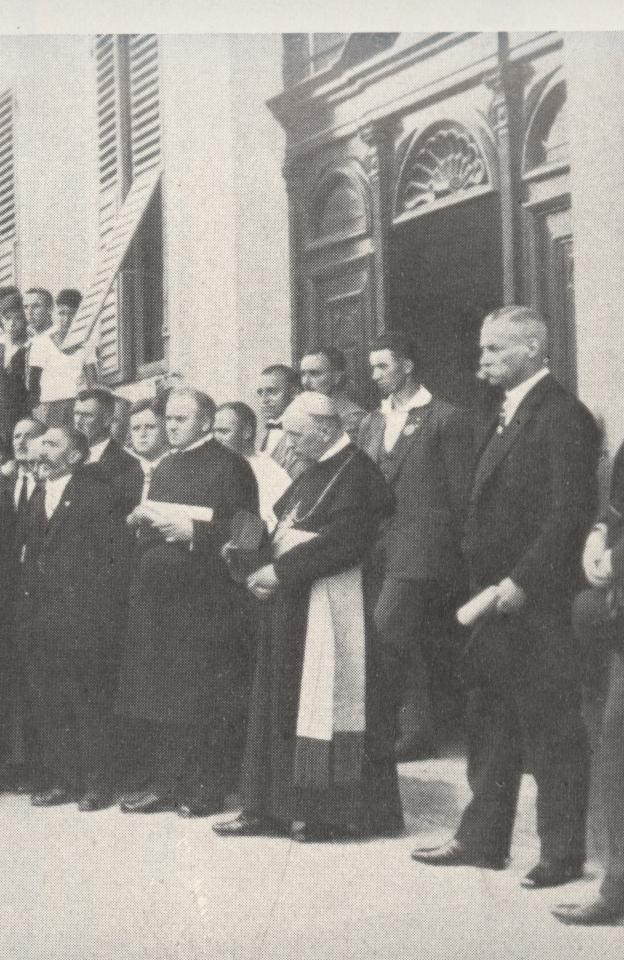
Regierungspräsident Theodor Pfülf (ganz rechts) mit Bischof Ludwig Sebastian vor dem Speyerer Bischofshaus, 1930

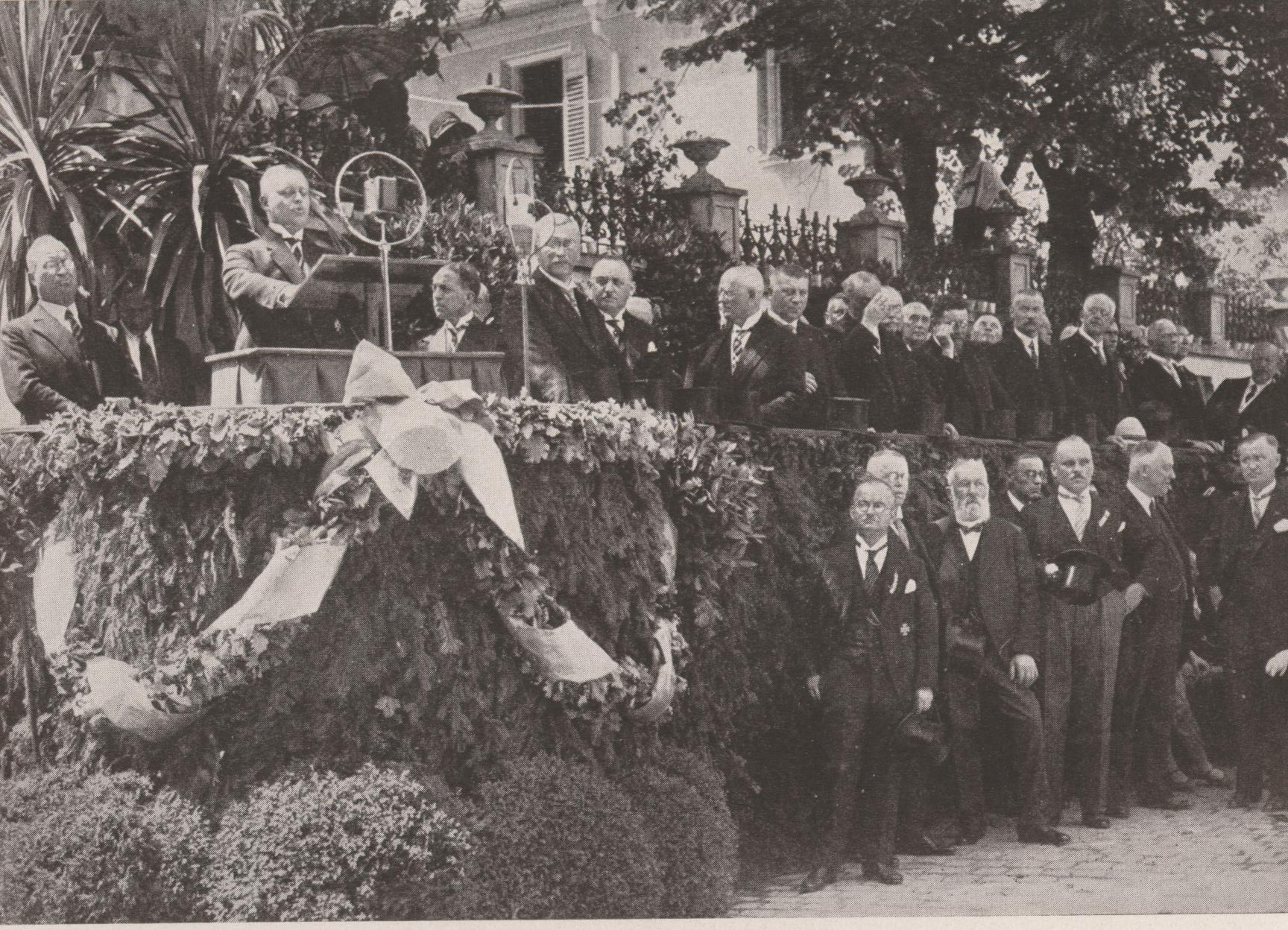
Pfalz-Befreiungsfeier, Speyer, 1. Juli 1930. Am Rednerpult Minister Gottfried Treviranus. Regierungspräsident Pfülf obere Reihe, zwischen den beiden Bäumen, mit Kopf direkt vor Steinpfeiler.

Die Aufgabe Pfülfs gestaltete sich umso schwieriger, da die Rheinpfalz seit dem Kriegsende noch immer französisch besetzt war, ja man sogar 1923/24 versucht hatte dieses Gebiet vom Freistaat Bayern und dem Deutschen Reich abzutrennen. Sein direkter Vorgänger litt noch in manifester Weise unter dieser Episode der Autonomen Pfalz und konnte sein Amt teilweise nur vom (außerhalb der bayerischen Pfalz liegenden) rechtsrheinischen Heidelberg aus wahrnehmen. Auch Theodor Pfülf musste zunächst alle seine Entscheidungen mit der Besatzungsmacht abstimmen, doch spürte man bereits eine deutliche Besserung der Verhältnisse, im Vergleich zu früher.
1930 durfte er den Abzug der Franzosen und die vollständige Rückgliederung seines Gebietes an Bayern erleben. In der Mitternachtsstunde vom 30. Juni zum 1. Juli 1930 begrüßte Theodor Pfülf auf der Speyerer Rheinbrücke mit „einer zündenden Rede“ und „unter dem brausenden Jubel einer vieltausendköpfigen Menge“, die erste in die befreite Pfalz einrückende Hundertschaft Bayerischer Bereitschaftspolizei. Damit war die 12-jährige Besatzungszeit zu Ende und die volle staatliche Souveränität wieder hergestellt.
Im selben Jahr empfing er am 12. Juli in Speyer den bayerischen Thronprätendenten, Kronprinz Rupprecht von Bayern und am 19. Juli den Reichspräsidenten Paul von Hindenburg.
Pfülf war historisch sehr interessiert und Vorsitzender des Historischen Vereins der Pfalz. Er war stets darauf bedacht, die Sammlung des Historischen Museums der Pfalz zu mehren und die breite Öffentlichkeit auf sie aufmerksam zu machen.
Als praktizierender Katholik vertrat der Beamte einen dezidiert christlichen Standpunkt. Bekannt war er auch besonders durch seine Umgänglichkeit und seine herzliche Liebenswürdigkeit, jedermann gegenüber. Eine Würdigung hebt überdies die „ritterliche Art im Verkehr mit seinen Untergebenen“ hervor.

Theodor Pfülf trat zum 1. Juni 1932 in den Ruhestand. Die Speyerer Zeitung vom Vortag schrieb dazu u. a.: 

„Für ihn als vorbildlichen Beamten war es eine Selbstverständlichkeit, daß er sich vom ersten bis zum letzten Tag seiner Präsidentschaft mit aller Wärme und Hingebung, mit dem großen Können seiner reichen Erfahrung, der wirtschaftlichen und kulturellen Interessen der Pfälzischen Gesamtbevölkerung annahm. In dieser Tätigkeit ist er vollständig aufgegangen... Nie hat er es sich leicht gemacht, nie nach einem nur bequemen Ausweg gesucht, wenn es galt Schwierigkeiten zu überwinden.“

Die Zeitschrift Pfälzisches Museum (Organ des Historischen Vereins) hält in einer Würdigung der Juliausgabe von 1932 fest: 

„War es ihm auch nur ermöglicht knappe vier Jahre hier zu wirken, so konnte ihm bei seinem Abschied doch die öffentliche Meinung – die Presse aller Schattierungen – freudig bezeugen, daß er an allen Fragen des öffentlichen Lebens, der Wirtschaft und der Kultur mit größtem Interesse und in strengster Unparteilichkeit tätigen Anteil genommen, durch einen unbeirrbaren Gerechtigkeitssinn und ein auf tiefer Religiosität beruhendes Mitgefühl an den schweren Notständen, sich die größte Hochachtung und Dankbarkeit der Pfälzer erworben hat. “

Theodor Pfülf verlebte den Ruhestand in München und starb dort 1953.

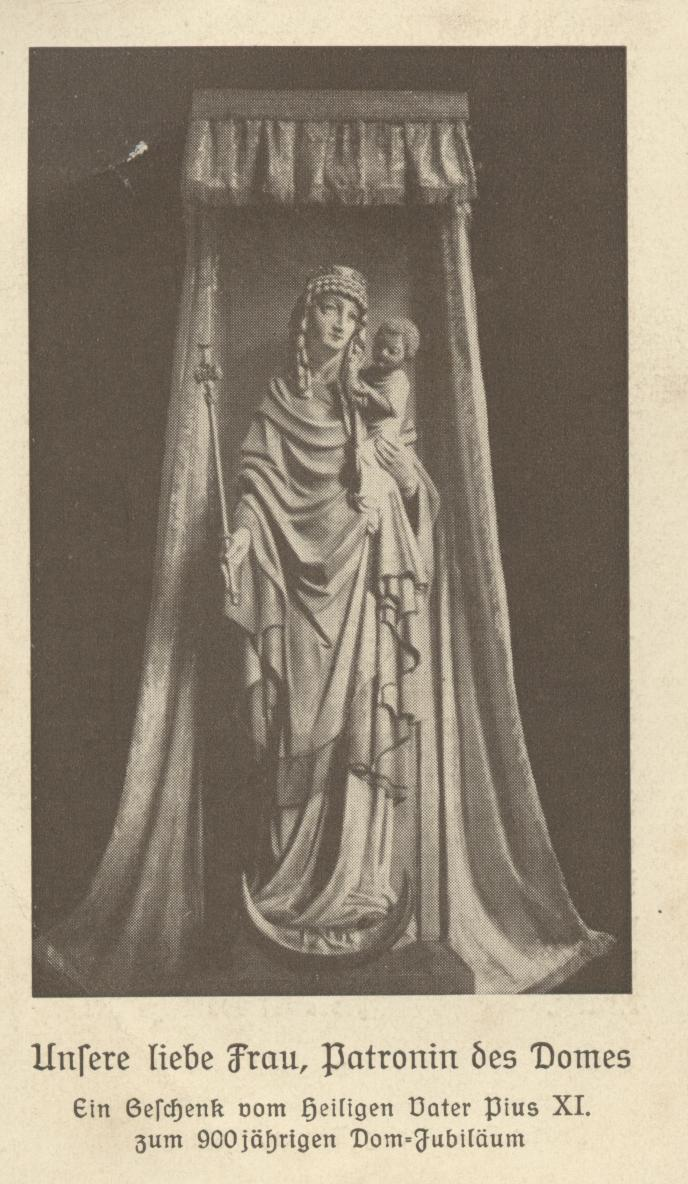
Das von Theodor Pfülf persönlich eingeholte Gnadenbild "Patrona Spirensis"

## Sonstiges
Noch kurz vor seinem Tode wurde der pensionierte Regierungspräsident 1953 mit dem Bundesverdienstkreuz ausgezeichnet.
Sein älterer Bruder Otto Pfülf war Jesuitenpater, Spiritual am Germanicum in Rom und ein bekannter Schriftsteller, der u. a. eine 3-bändige Biografie des Mainzer Bischofs Wilhelm Emmanuel von Ketteler verfasste.
Regierungspräsident Theodor Pfülf führte als gläubiger Katholik und als geborener Speyerer, am Sonntag, den 6. Juli 1930, persönlich die feierliche Prozession an, die über die Rheinbrücke auf die badische Seite zog, um dort das vom Wallfahrtsort Waghäusel ankommende neue Gnadenbild des Speyerer Domes abzuholen. Pfülf hatte dazu auch eigens ein Kommando Bayerischer Landespolizei aufgeboten, das den Empfang militärisch umrahmte. Die historische Madonnenfigur war von den Franzosen 1794 verbrannt worden und es wird davon als Reliquie noch der zuvor gerettete Fuß des Jesuskindes aufbewahrt. Die neue, von Theodor Pfülf eingeholte Statue – dem Aussehen der alten nachempfunden – stiftete Papst Pius XI. dem Speyerer Dom 1930 als Jubiläums-Geschenk. Die von Professor August Weckbecker geschaffene Figur hatte der Papst persönlich in Rom geweiht. Sie wird bis heute im Dom als „Patrona Spirensis“ verehrt.
Theodor Pfülfs Sohn Hans Pfülf (1892–1969) war als Ehemann von Gertraut Pschorr Inhaber der Münchner Pschorrbräu AG, Präsident des Deutschen Brauerbundes e. V., Vorstand der Industrie und Handelskammer München, sowie Ehrensenator der dortigen Technischen Hochschule. Er fungierte als Abgeordneter im Bayerischen Senat (2. Parlamentskammer), besaß den Bayerischen Verdienstorden und nach ihm ist das "Hans-Pfülf Institut für Hopfenforschung" in Wolnzach, Ortsteil Hüll, benannt.